# تاريخ النظام الشمسي وفرضيات التطور

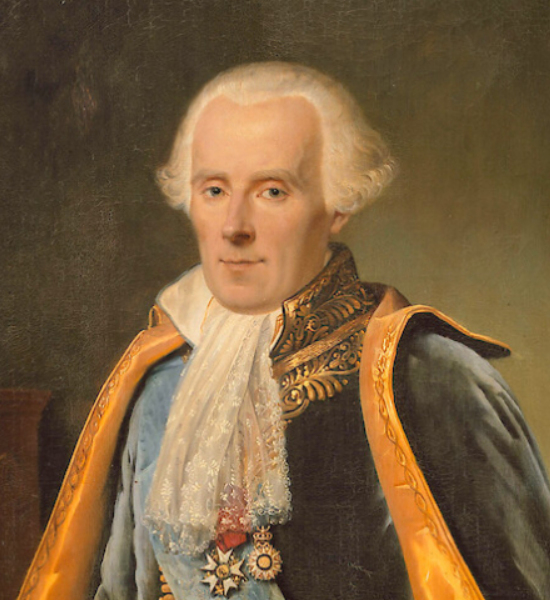
بيير سيمون لابلاس أحد منشئي فرضية السديم

ترجع الأفكار المتعلقة بأصل ومصير العالم إلى أقدم الكتابات المعروفة، إلا أنه وطول كل هذه الفترة تقريبا لم تكن هناك محاولة لربط هذه النظريات بوجود نظام شمسي، ببساطة لأنه لم يعرف أو يؤمن أحد بوجود نظام شمسي كما نعرفه الآن. الخطوة الأولى نحو نظرية تكوّن المجموعة الشمسية كان القبول العام لمركزية الشمس، وهو النموذج الذي وضع الشمس في مركز المنظومة وتدور حولها الأرض. هذا المفهوم كان يتخمر لآلاف السنين ولكنه لم يصبح مقبولا على نطاق واسع إلا بحلول نهاية القرن السابع عشر. أول استخدام مسجل لمصطلح «نظام شمسي» يعود إلى عام 1704.

## الفرضية المقبولة حاليا
النظرية الأكثر قبولا لتكوين الكواكب تُعرف باسم فرضية السديم، والتي تنص على أنه منذ 4.6 مليار سنة، تكون النظام الشمسي من انهيار الجذبويّ لسحابة جزيئية عملاقة والتي كانت بعرض سنوات ضوئية. تكونت العديد من النجوم بما في ذلك الشمس أثناء انهيار السحابة. الغاز التي شكل النظام الشمسي كان أكثر ضخامة من الشمس نفسها. تجمعت معظم الكتلة في المركز لتشكل الشمس؛ بقية الكتلة تسطحت في شكل قرص كوكبي أولي، والذي تشكلت منه الكواكب وغيرها من الأجسام في النظام الشمسي.
تماما كما وُلدت الشمس والكواكب، فإنها سوف تموت في نهاية المطاف. فعندما تبدأ الشمس في الشيخوخة، فإنها ستبرد وتتمدد للخارج عدة مرات أضعاف قطرها الحالي، لتصبح عملاق أحمر قبل أن تفقد طبقتها الخارجية (لتشكل ما هو يعرف باسم السديم الكوكبي) وتصبح جثة نجمية تُعرف باسم القزم الأبيض. الكواكب سوف تتبع طريق الشمس؛ حيث سيتم تدمير البعض، بينما يًطرد البعض الآخر نحو الفضاء بين النجوم، ولكن في نهاية المطاف وبعد وقت كاف فإن لب الشمس سوف يختفي.
ومع ذلك، هناك بعض الحجج ضد هذه الفرضية.

## فرضيات التكوين
الفيلسوف الفرنسي وعالم الرياضيات رينيه ديكارت كان أول من اقترح نموذجا عن أصل النظام الشمسي في كتابه Le Monde الذي كُتب في 1632 و1633 والتي تأخر نشره بسبب محاكم التفتيش ولم يُنشر إلا بعد وفاته في 1664. في رأيه أن الكون مليئ بدوامات من جسيمات دوارة والشمس والكواكب تكونت من  دوامة كبيرة مكثفة والتي انكمشت بطريقة أو بأخرى، مما يفسر الحركة الدائرية للكواكب والذي كان على الطريق الصحيح مع الانكماش والتكدس. إلا أن هذا كان قبل نظرية الجاذبية لنيوتن وصرنا نعرف الآن أن المادة لا تتصرف بهذه الطريقة.

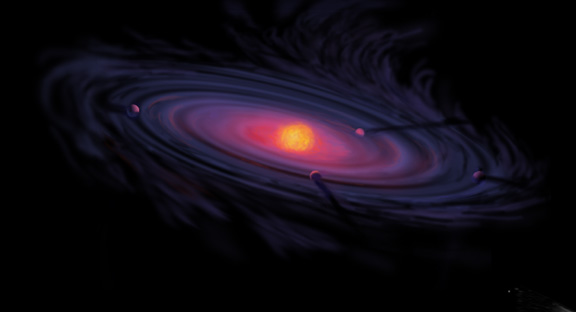
تخيل فنان للقرص الكوكبي الأولي

تم اقتراح فرضية السديم لأول مرة في عام 1734 بواسطة إيمانويل سفيدبوري\ والتي تم إضافة التفاصيل إليها وتوسيعها بواسطة إيمانويل كانط في 1755. وُضعت نظرية مماثلة بشكل مستقل بوساطة بيير سيمون لابلاس في عام 1796.
في عام 1755، تكهن إيمانويل كانط بأن السدم المرصودة قد تكون في الواقع مناطق تشكيل نجوم وكواكب. في عام 1796، اقترح لابلاس أن السدم تنهار لتكون نجما، وعندما تفعل ذلك فإن المواد المتبقية تندفع للخارج تدريجيا نحو قرص مسطح حيث تكون تدريجيا الكواكب.

### النظريات البديلة
على الرغم من القبول المبدأي عند أول نظرة، إلا أن فرضية السديم لا تزال تواجه عقبة الزخم الزاوي; فإذا كانت الشمس قد تشكلت فعلا من انهيار هذه السحابة، فإن الكواكب يجب أن تدور بشكل أبطء كثيرا. الشمس على الرغم من أنها تحتوي نحو 99.9 في المائة من كتلة النظام إلا أنها تحتوي على 1% فقط من الزخم الزاوي. وهذا يعني أن الشمس يجب أن تدور بسرعة أكبر بكثير.

#### نظرية المد
المحاولات لحل مشكلة الزخم الزاوي أدت إلى التخلي مؤقتا عن فرضية السديم لصالح العودة إلى فرضيات «الجسيمين». لعدة عقود، فضل العديد من علماء الفلك فرضية المد أو فرضية الاصطدام الوشيك التي طرحها جيمس جينز في عام 1917 حيث تم اعتبار الكواكب قد تكونت نتيجة اقتراب نجم آخر من الشمس. هذا الاقتراب الوشيك سيقوم بسحب كميات كبيرة من المادة خارج الشمس وخارج النجم الآخر عن طريق قوى المد المتبادلة، والتي يمكن أن تتكثف لتكون الكواكب. ومع ذلك، ففي عام 1929 أكد الفلكي هارولد جيفريز أن مثل هذا الاصطدام الوشيك هي فرضية غير محتملة. الاعتراضات على هذه الفرضية أثيرت أيضا من قبل الفلكي الأمريكي هنري نوريس رسل، الذي أظهر أنها دخلت في مشاكل مع الزخم الزاوي للكواكب الخارجية، حيث كافحت الكواكب لتتجنب امتصاصها ثانية بفعل جاذبية الشمس.

#### نموذج تشامبرلين-مولتون
أوضح فورست مولتون في عام 1900 أن فرضية السديم لا تتفق مع الملاحظات بسبب الزخم الزاوي. أنشأ مولتون وتشامبرلين في عام 1904 فرضية الكوكبية. جنبا إلى جنب مع العديد من علماء الفلك في ذلك الوقت اعتقدوا أن صور «السدم الحلزونية» من مرصد ليك كانت دليلا مباشرا على تشكيل أنظمة شمسية. تبين أنها مجرات بدلا من ذلك ولكن نقاشات شاربي-كورتيس حول ذلك كانت بعد ذلك بستة عشر عاما. واحدة من أهم القضايا الأساسية في تاريخ علم الفلك هو التمييز بين السدم والمجرات.
اقترح مولتون وتشامبرلين أن نجما قد مر قريبا من الشمس في بداية حياتها مسببا بروزات مدّية وأن هذا بالإضافة إلى البروزات الشمسية أدت إلى طرد بعض خيوط المادة من داخل كلا النجمين. في حين أن معظم المادة كانت لتسقط ثانية، إلا أن بعضها ظلت في المدار. الخيوط بردت مكونة أجزاء صلبة ضئيلة ومتعددة. قوبل هذا النموذج باستحسان كبير لثلاثة عقود ولكنه عانى من الشكوك في الثلاثينات وتم نفيه تماما في الأربعينات بعد إدراك أنه غير متطابق مع الزخم الزاوي لكوكب المشتري.

#### سيناريو ليتلتون
في عام 1937 و1940، افترض راي ليتلتون أن نجما مرافقا للشمس ارتطم بنجم مار. تم اقتراح هذا السيناريو من قبل بواسطة هينري راسل وتم رفضه في عام 1935. أوضح ليتلتون أن الكواكب الصخرية أصغر من أن تتكدس من نفسها لذا فقد اقترح أن نجما واحدا ضخما جدا انقسم لجزئين بسبب عدم الاستقرار الدوراني مما أدى إلى تكوين زحل والمشتري بالإضافة إلى خيط متصل والذي كوّن الكواكب الأخرى. نموذج آخر في عام 1940 و1941 يشمل نظام ثلاثي النجوم، نجمين بالإضافة إلى الشمس حيث اندمج النجمان لينفجرا لاحقا بسبب عدم الاستقرار الدوراني ويهربا من النظام تاركين خيطا والذي تكون بينهما ليتم أسره بوساطة الشمس. إلا أن اعتراضات ليمان سبيتزر تنطبق على هذا النموذج أيضا.

#### نموذج هيكل الحزام
في عام 1954 و1975 و1978، قام عالم الفيزياء الفلكية هانز ألفين بضم التأثيرات الإلكترومغناطيسية في معادلات حركة الجسيم حيث قام بشرح توزيع الزخم الزاوي والفروق التكوينية. في عام 1954 اقترح لأول مرة هيكل الحزام  والتي فرق فيها بين السحابة أ والتي تحتوي في الأغلب على غاز الهيليوم ولكن مع بعض الشوائب الصلبة من الجزيئات (مطر المذنبات) وبين السحابة ب والتي تحتوي في الأغلب على غاز الهيدروجين وبين السحابة ث والتي تحتوي في غالبها على الكربون وبين السحابة ج والتي تتكون من السيليكون والحديد. الشوائب في السحابة أ من المريخ والقمر (والذي سيتم أسره لاحقا بواسطة الأرض)، بينما في السحابة ب تتكدس لتكون عطارد والزهرة والأرض، وفي السحابة ث تتكدس لتكون الكواكب الخارجية، بينما يتكون بلوتو وتريتون من السحابة ج. 

#### نظرية السحابة النجمية
في عام 1943، اقترح عالم الفلك السوفيتي أوتو شميدت أن الشمس في شكلها الحالي مرت خلال سحابة بين نجمية كثيفة لتخرج منها محاطة بسحابة من الغبار والغاز، والتي ستتكون منها الكواكب لاحقا. قام هذا بحل مشكلة الزخم الزاوي عن طريق افتراض أن حركة الشمس البطيئة كانت خاصة بها وأن الكواكب لم تتكون في نفس الوقت كالشمس.  امتدادات للنموذج والتي تكون معا المدرسة الروسية، تشمب جوريفيتش وليبيدينسكي (في عام 1950) وسافرونوف (في عامي 1967 و1969) وسافرونوف وفيتيازيف (في عام 1985) وسافرونوف وروسكول (في عام 1994) وروسكول (في 1981) بالإضافة إلى آخرين. إلا أن هذه الفرضية اهتزت بشدة بواسطة فيكتور سافرونوف والذي أوضح أن كمية الوقت المطلوب لتكوين الكواكب من مثل هذه السحابة ستتخطى وبكثير العمر المحدد للنظام الشمسي.

### عودة فرضية السديم

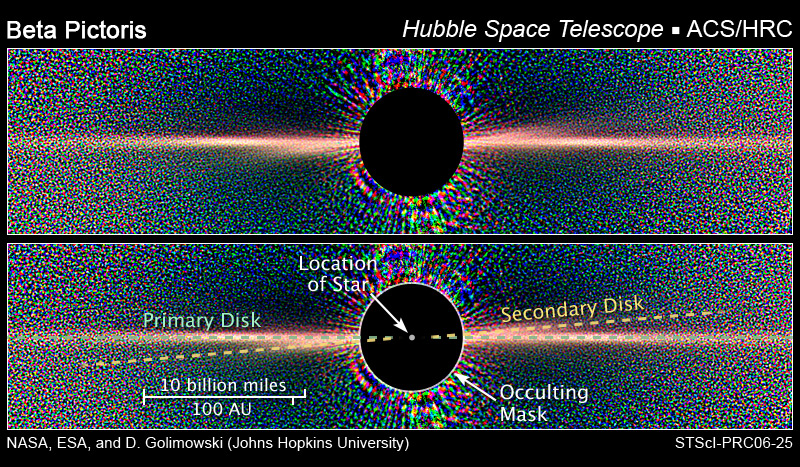
بيتا بيكتوريس من خلال تلسكوب الفضاء هابل

في عام 1978، أعاد عالم الفلك أ. برينتايس إحياء نموذج سديم لابلاس في نظريته الشبيهة لنظرية لابلاس حيث اقترح أن مشكلة الزخم الزاوي يمكن حلها عن طريق السحب الذي سببته جزئيات الغبار في القرص الأساسي مما يؤدي إلى إبطاء الدوران في المركز. اقترح برينتايس أيضا أن النجوم الصغيرة حولت بعض الزخم الزاوي إلى القرص النجمي الأولي والكواكب المصغرة من خلال انبعاثات فوق صوتية شبيهة بالتي تحدث فينجم تي الثور. ومع ذلك، فإن الزعم بأن هذا التكوين قد يحدث في حلقات ما زال موضع تساؤل كبير، حيث أن أي حلقة كانت لتتفتت قبل أن تنهار مكونة الكواكب.

## فرضيات التطور الشمسي
بدأت محاولات عزل المصدر المادي لطاقة الشمس، وبالتالي تحديد متى وكيف ستنفد في نهاية المطاف في القرن التاسع عشر. في ذلك الوقت كانت الرؤية العلمية السائدة هي أن مصدر حرارة الشمس ناتج عن الانكماش الجذبوي. في 1840 كان علماء الفلك جي آر ماير وجي جي واتيرسون أول من اقترح أن وزن الشمس الضخم سيؤدي إلى الانهيار على نفسها، وتوليد الحرارة. الفكرة ستتضح أكثر في عام 1854 من قبل كل من هيرمان فون هيلمهولتز واللورد كلفن والذين شرحوا بمزيد من التفصيل الفكرة حيث اقترحا أن الحرارة من الممكن أيضا أن تكون ناتجة من اصطدام المذنبات بسطح الشمس. ومع ذلك، فإن الشمس لديها بالكاد ما يكفي من الطاقة الكامنة للجاذبية لتكون مصدرا لطاقة ضيائها من خلال هذه الآلية لمدة نحو 30 مليون سنة وهو أقل بكثير من عمر الأرض. (وقت الانهيار يُعرف باسم  آلية كلفن–هيلمهولتز.)

### العملاق الأحمر
في حين أن الأطياف الغير معتادة للنجوم العملاقة الحمراء معروفة منذ القرن التاسع عشر،  إلا أن جورج جامو وفي 1940 كان أول من فهم أنهم نجوما عادية بكتلة نجمية والتي نفد منها الهيدروجين في لب النجم لتلجأ إلى حرق الهيدروجين في طبقاتها الخارجية. هذا سمح لمارتن شوارزشيلد برسم العلاقة بين العملاق الأحمر وبين نهاية سلسلة حياة النجوم. حيث بات مفهوما الآن أن العملاق الأحمر هو نجم في المراحل الأخيرة لسلسلة حياة النجم.

### الأقزام البيض
أول قزم أبيض تم اكتشافه كان في نظام نجمي ثلاثي من القيض  والذي يحتوي على النسق الرئيسي المشرق نسبيا وهو نجم القيض، والتي تدور على مسافة من قبل أقرب نظام ثنائي للقزم الأبيض 40 ب و النسق الرئيسي القزم الأحمر 40 ج. قام باكتشاف كليهما وليام هيرشل في 31 يناير عام 1783; ، ص. 73 والتي تم رصدهما ثانية بواسطة جورج ويلهلم فريدريش ستروف في عام 1825 و أوتو فيلهلم فون ستروف في عام 1851. في عام 1910، تم اكتشافها بواسطة هنري نوريس رسل وإدوارد تشارلز بيكرينغ أنه وعلى الرغم من كونه نجم خافت، إلا أن 40 ب كان من النوع الطيفي أو الأبيض.

### السدم الكوكبية
السدم الكوكبية عادة ما تكون أجسام خافتة ولا تكون مرئية بالعين المجردة. أول سديم كوكبي تم اكتشافه كان سديم مسييه 27 في كوكبة من الثعلب حيث قام برصده تشارلز ميسييه في عام 1764 و سرده على أنه M27 في فهرس مسييه للأجسام الغامضة. لكونهم من أوائل الراصدين لهذه الأجسام وبتلسكوبات قليلة الجودة، فإن M27 وبالتالي السديم الكوكبي المكتشف تم اعتبارها عمالقة حمراء ليقوم ويليام هيرشيل، مكتشف أورانوس في نهاية المطاف بصياغة مصطلح 'سديم كوكبي'، على الرغم من أنها وكما نعلم حاليا مختلفة كثيرة عن الكواكب.

## فرضيات أصل القمر

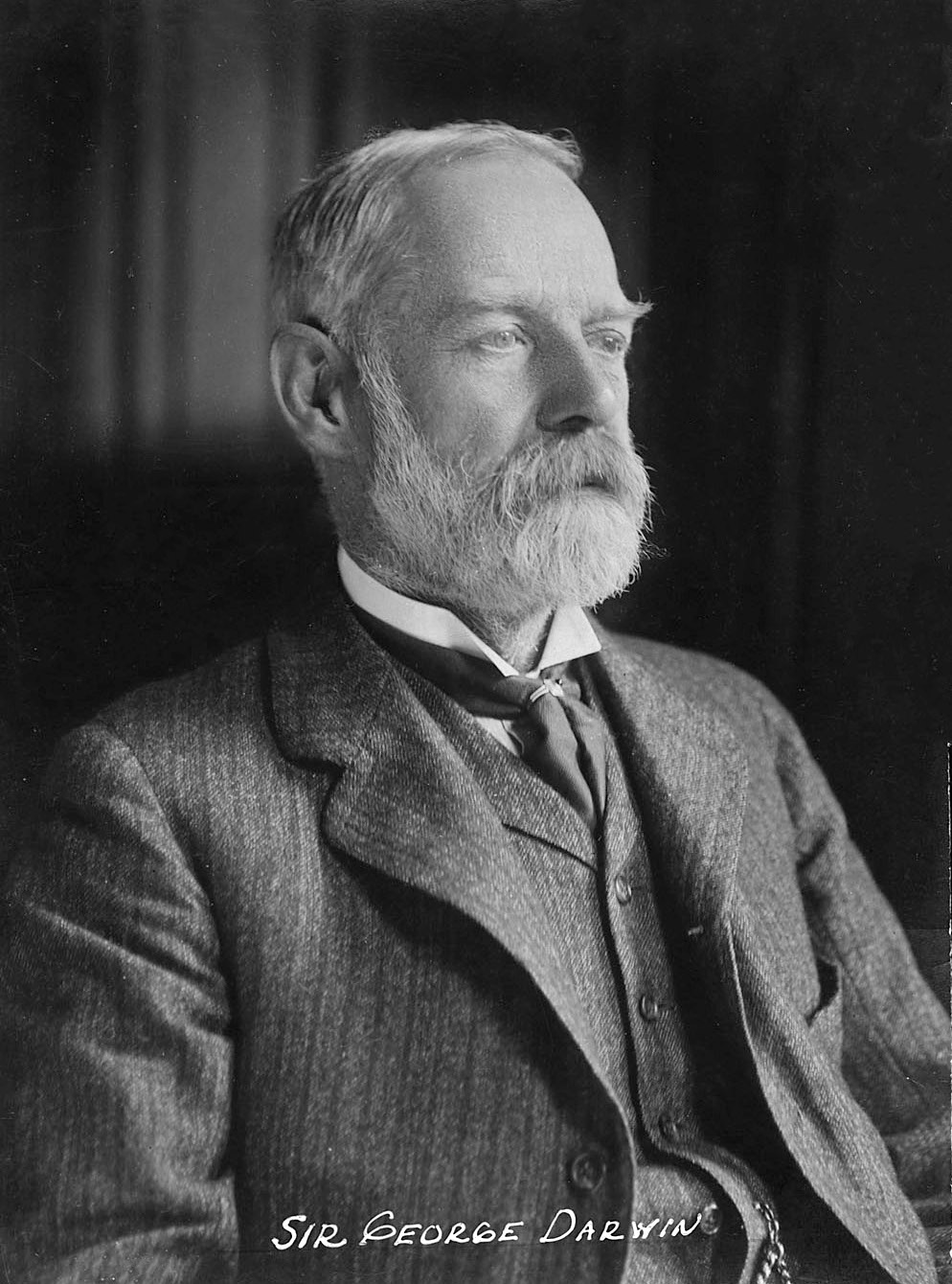
جورج داروين

على مر القرون، تم تقديم العديد من الفرضيات العلمية بخصوص أصل قمر الأرض. من أوائل هذه الفرضيات كان نموذج التعاظم الثنائي والذي استنتجت أن القمر تكون من المواد التي كانت تدور حول الأرض كبقايا من وقت تكوين الأرض. نظرية أخرى هي نظرية الانشطار والتي صاغها جورج دارون (ابن تشارلز دارون) والذي لاحظ أن القمر يبتعد عن الأرض سنويا بمعدل 4 سم، إذا فلا بد أنه في نقطة ما كان جزءا من الأرض، لكنه دُفع بعيدا عن الأرض بسبب الزخم الزاوي للأرض وقتها والذي كان أسرع كثيرا. هذه الفرضية مدعومة أيضا بكون كثافة القمر على الرغم من كونها أقل من الأرض إلا أنها مساوية لكثافة طبقة الوشاح في الأرض مما يقترح أنه وعلى العكس من الأرض فإن القمر يفتقد وجود لُب حديدي.

### بعثات أبوللو
إلا أن كل هذه الفرضيات تم رفضها في آخر الستينات وأوائل السبعينات بسبب بعثات أبولو للقمر، والتي قدمت تيارا من الأدلة العلمية خاصة في ما يتعلق بتكوين القمر وعمره وتاريخه. هذه الأدلة تناقض العديد من الافتراضات والتوقعات في النماذج السابقة. الصخور التي جلبت من القمر أظهرت انخفاضا ملحوظا في نسبة  الماء إلى الصخور عن أي مكان آخر في النظام الشمسي وأيضا دليل على وجود محيط من الصهارة في وقت مبكر من تاريخ القمر، مشيرا إلى أن تشكيله يجب أن ينتج قدرا كبيرا من الطاقة. كما أن النظائر المشعة للأكسجين في الصخور القمرية أظهرت تشابه لتلك الموجودة على الأرض، مما يشير إلى أنها تشكلت في موقع مماثل في السديم الشمسي. .

### فرضية الاصطدام الكبير
لسنوات عديدة بعد أبوللو، تم الاستقرار على نظرية التعاظم الثنائي كأفضل فرضية لتفسير أصل القمر على الرغم من معرفة أنها خاطئة. ثم وفي مؤتمر في كونا هاواي في عام 1984، تم تقديم نموذجا والذي قام بحل كل المشاكل في النماذج السابقة. تم وضع النموذج بواسطة مجموعتين مستقلتين من الباحثين في عام 1976. تقترح فرضية الاصطدام الكبير أن جسما كوكبيا ضخما بحجم المريخ اصطدم بكوكب الأرض في بداية تاريخه. الاصطدام أدى إلى ذوبان قشرة الأرض وغوص لُب الكوكب الآخر الثقيل للداخل نحو قلب الأرض. البخار الشديد السخونة الناتج عن الاصطدام سيرتفع ليدور حول الكوكب لتتجمع مكونة القمر. هذا يفسر انعدام المياه (حيث كانت سحابة البخار أسخن من أن تتكثف لمياه) كما يفسر التشابه في التكوين (حيث تم تكوين القمر من جزء من الأرض) ويفسر الكثافة القليلة (حيث أن القمر تكون من قشرة ووشاح الأرض وليس من اللب)، كما فسر أيضا مدار القمر الغير عادي (لأن الاصطدام الغير عمودي سيسبب كمية رهيبة من الزخم الزاوي لنظام الأرض والقمر.